# شتيفان ويبر (صحفي)
شتيفان ويبر (بالألمانية: Stefan Weber)‏ هو صحفي نمساوي، ولد في 14 يونيو 1970 في سالزبورغ في النمسا.